# Yash Raj Films
Yash Raj Films (сокращенно YRF) — индийская компания по производству и дистрибуции фильмов, основанная кинорежиссёром Яшем Чопрой в 1970 году. С 2012 года компанию возглавляет его сын Адитья Чопра. Компания в основном занимается производством и распространением фильмов на хинди.

## История
В 1970 году YRF была основана Яшем Раджем Чопрой, ветераном индийской киноиндустрии, режиссёром и продюсером.

### Студии YRF
В 2005 году Чопра построил YRF Studios в Мумбаи. В 2006 году первым фильмом, снятым на студии YRF, стал романтический триллер «Слепая любовь». С тех пор на студии YRF Studios было снято несколько заметных фильмов, в том числе «Никогда не говори „Прощай“» (2006), «Партнер» (2007), «Звёздочки на земле» (2007), «Близкие друзья» (2008), «Особо опасен» (2009), «3 идиота» (2009), «Бесстрашный» (2010), «Телохранитель» (2011), «Случайный доступ» (2011), «Огненный путь» (2012), «Chennai Express» (2013), «Да здравствует победа!» (2014) и «Пикей» (2014). Студия состоит из шести этажей и занимает площадь в 20 акров. YRF Studios также сдавалась в аренду для производства других фильмов и телепередач, в том числе 10 Ka Dum и Kaun Banega Crorepati для Sony Entertainment Television, а также Kya Aap Paanchvi Pass Se Tez Hain? , «Кофе с Караном» и «Правда всегда торжествует» для STAR India.

### YRF Home entertainment
YRF распространил множество независимых фильмов в Индии, таких как «Крестная мать» (1999), «Зубейда» (2001), «Макбул» (2004), «Минакси: Рассказ о 3 городах» (2004), «Мой брат Никхил» (2005), «Мангал Пандей: Восстание» (2005) и других. Дистрибьюторы YRF выпустили несколько фильмов, таких как «Всё в жизни бывает» (1998), «Скажи, что любишь!» (2000), «И в печали, и в радости» (2001), «Ты не одинок» (2003), «Наступит завтра или нет» (2003), «Последняя надежда» (2005), «Крриш» (2006) и «Никогда не говори „Прощай“» (2006). В 2013 году команда дистрибьюторов компании продала права на спутниковый показ своего проекта «Байкеры 3» за 8,8 млн долларов США компании Sony Entertainment Television.

### YRF Музыка
Компания повлияла на музыкальную индустрию через саундтреки к фильмам «Жизнь под страхом» (1993), «Непохищенная невеста» (1995) и «Сумасшедшее сердце» (1997). В 2004 году YRF основала независимую компанию по дистрибуции музыки под названием YRF Music. Первым саундтреком, распространяемым под лейблом YRF Music, стал нашумевший и коммерчески успешный эпический любовный блокбастер «Вир и Зара». Он поддержал карьеру будущих композиторов, таких как Джатин-Лалит (Dilwale Dulhania Le Jayenge), Ану Малик (Dum Laga Ke Haisha), Шанкар-Эхсаан-Лой (Bunty Aur Babli), Притам (Dhoom), Вишал-Шекхар (Salaam Namaste), Салим-Сулейман (Rab Ne Bana Di Jodi), Амит Триведи (Ishaqzaade), Рам Сампат (Luv Ka The End), Саджид-Ваджид (Daawat-e-Ishq), Сохаил Сен (Mere Brother Ki Dulhan), Рагху Дикшит (Mujhse Fraaandship Karoge), Сачин-Джигар (Shuddh Desi Romance), Митхун (Shamshera), Джаслин Ройял (Hichki) и Амартья Рахут (Aurangzeb).

### 2009 год. Отказ от выкупа Disney
В 2007 году компания Walt Disney Company вышла на индийский рынок развлечений, заключив соглашение о совместном производстве трёх фильмов с YRF: «Все будет хорошо», «Немного любви, немного магии» и «Ромео с обочины». Этот шаг Disney рассматривался как попытка повысить свою мировую узнаваемость и, наконец, выйти на все более прибыльную арену индийского кино. В 2009 году Disney предложила приобрести 49 % акций YRF, что увеличило чтоимость индийской развлекательной компании до ₹ 5000 крор.

### Приобретение Диснея в 2011 г.
В 2011 году предложение Disney о приобретении 99 % акций было принято UTV. Обе компании совместно основали Disney UTV, которая функционировала как индийское дочернее предприятие американской компании. В декабре 2016 года Disney объявила о реструктуризации своих операций в Индии, а UTV больше не будет производить фильмы и сосредоточится только на дистрибуции своих голливудских фильмов.